# Rock Me (canción de Melanie C)
«Rock Me» es una canción de la cantautora británica Melanie C de su quinto álbum de estudio, The Sea. Se estrenará como primer sencillo del álbum el 24 de junio de 2011. Escrito por Melanie C, Dave Roth y David Jost, sirve como tema oficial del canal de televisión alemán ZDF para la Copa Mundial Femenina de Fútbol de 2011.

## Video musical
El video se estrenó dos semanas antes del lanzamiento del sencillo. Melanie se ve bailando en una pista de patinaje, y frente a una pared con las letras "Rock me" pintadas en ella. También se ve cómo Melanie hace una coreografía.

## Lista de canciones
- CD sencillo[2]

1. "Rock Me" – 3:11
2. "Stop This Train" – 4:00 (Melanie Chisholm, Peter Vettese)

- Descarga digital[3]

1. "Rock Me" – 3:11
2. "Stop This Train" – 4:00 (Melanie Chisholm, Peter-John Vettese)
3. "Rock Me" (Dance Mix) – 3:29
4. "Rock Me" (Music Video) - 3:12

## Posición en las listas
| Lista (2011)                          | Posición |
| ------------------------------------- | -------- |
| Alemania (Offizielle Deutsche Charts) | 38       |
| Bielorrusia (Unistar Top 20)          | 3        |

## Fechas de lanzamiento
| País     | Fecha               | Formato                    | Discográfica            |
| -------- | ------------------- | -------------------------- | ----------------------- |
| Alemania | 24 de junio de 2011 | CD single Descarga digital | 313 Music, Warner Music |
| Suiza    | 24 de junio de 2011 | CD single Descarga digital | 313 Music, Warner Music |
| Austria  | 24 de junio de 2011 | CD single Descarga digital | 313 Music, Warner Music |
| Mundial  | 26 de junio de 2011 | Descarga digital           | Red Girl Records        |